# Ганти (село)
Ганти (ингуш. Гаьнте) — село в Джейрахском районе Ингушетии. Входит в сельское поселение Гули. 

## География
Расположено на юге Республики Ингушетия. Ближайшие селения: на северо-западе — Пялинг, на востоке — Галу, на юге — Оздиг и Вовнушки.

## Население
| 2010 |
| ---- |
| 0    |

По состоянию на 2024 год населения в селе нет.  